# Steve Scheffler
Pour les articles homonymes, voir Scheffler.
Stephen Robert « Steve » Scheffler, né le 3 septembre 1967 à Grand Rapids dans le Michigan, est un ancien joueur américain de basket-ball. Il évolue durant sa carrière aux postes d'ailier fort et de pivot. Il est le frère du basketteur Tom Scheffler.